# Narine Arakelian
Narine Arakelian (ur. 13 maja 1979) – ormiańska interdyscyplinarna artystka feministyczna; Zajmuje się sztuką performance, malarstwem, rzeźbą, sztuką wideo i sztuką środowiskową, łącząc sztuki piękne i technologie cyfrowe przy użyciu specjalnie zaprojektowanej sztucznej inteligencji (AI). Artystka tworzy prace oparte na zagadnieniach społecznych, kulturowych i politycznych, koncentrując się przede wszystkim na sprawiedliwości społecznej i tożsamości płciowej.
Narine Arakelian jest członkinią Rosyjskiego Związku Artystów.

## Wczesne życie i edukacja
Narine Arakelian urodziła się 13 maja 1979 roku w Tyndze (Syberia). W 2015 roku ukończyła Państwowy Instytut Surikowa (Moskwa).
Arakelian brała udział w wielu międzynarodowych pokazach i wystawach sztuki. Od 2015 roku jej prace były wystawiane na międzynarodowych wystawach w ramach 56. Biennale w Wenecji (2015), 57. Biennale w Wenecji (2017) i 58. Międzynarodowej Wystawie Sztuki, La Biennale di Venezia (2019), Manifesta XII w Palermo (2018), a także podczas wystaw indywidualnych i zbiorowych w Moskwie, Berlinie, Miami i Los Angeles.

## Główne dzieła sztuki
- Malarstwo „Stygmaty” (2015)
- Sztuka performance „L’Illusion du Marriage” (2017)[11]
- Sztuka performansu „Miłość jest…” (2017)[12]
- Performance „Miesiąc miodowy” (2017)[13]
- Sztuka wideo „Zasada dekomodyfikacji” (2017)[12]
- Płótno „Nadzieja” (2018)[14]
- Sztuka interwencji publicznej „Żeliwne garnki i patelnie” (2019)[15][16]
- Sztuka środowiskowa „Latarnia morska” (2019)[17]
- Sztuka performansu „Bloom” (2019)[18]
- Sztuka instalacji „Inicjacji” (2019)[19]
- Sztuka wideo „Rebirth Subconscious” (2019)[20]
- Performance Art „Miłość i nadzieja” – LoveXXL360 (2020)[21]
- „Rajskie jabłko” AR Performance Art – LoveXXL360 (2020)[22]